# Wings of Words
「Wings of Words」（ウィングス・オブ・ワーズ）は、2005年7月27日に発売されたCHEMISTRYの15枚目のシングル。

## カップリング曲
本作は、初回盤と通常盤で収録曲が異なる。
初回盤・通常盤ともカップリングにエリック・クラプトンのカバー曲「Change the World」収録。同曲は、サントリーウイスキー「角瓶」のCMで歌ったワンフレーズの音源しか存在しなかったが好評につき本作にフルで収録されることになった（『CDでーた』2005年8月号）。
初回盤は堂珍・川畑それぞれのソロ曲収録。川畑はソロ名義「BUGSY」（バグジー）として、「BROTHERHOOD」で共演したDABOと再共演。
通常盤は「Wings of Words」の別バージョンと、Instrumental（バッキング・トラック）を収録。

## 封入特典
初回盤：平井久司・植田洋一描き下ろしロング・スリーブ・ジャケット仕様ステッカー、キラ・ヤマトのキャラクターカード封入。
通常盤：初回のみラクス・クラインのキャラクターカード封入。

## 収録曲

### 初回盤
1. Wings of Words
  - 作詞：森雪之丞／作曲：葛谷葉子・谷口尚久／編曲：谷口尚久
  - TBS系アニメ『機動戦士ガンダムSEED DESTINY』第4期オープニングテーマ。後年制作されたHDリマスター版では使用されていない。
2. わしを市民球場に連れてって。/ 堂珍嘉邦
  - 作詞・作曲・編曲：堂珍嘉邦・GOOD LOVIN'
3. BUGSY NIGHT / BUGSY feat. DABO
  - 作詞：DABO・川畑要／作曲：川畑要・Nao'ymt／編曲：JHETT a.k.a. YAKKO for AQUARIUS
4. Change the World
  - 作詞・作曲：Gordon Kennedy, Wayne Kirkpatrick, Tommy Sims／編曲：nao'ymt
  - 「サントリーウイスキー角瓶」CMソング

### 通常盤
1. Wings of Words
2. Change the World
3. Wings of Words (alas de palabras)
4. Wings of Words (instrumental)